# Мирное (Липецкая область)
Ми́рное — село Кашарского сельсовета Задонского района Липецкой области.
Название было присвоено 12 мая 2003 года постановление правительства РФ. Вероятно, оно связано с посёлком Мирный, который расположен в Задонском районе на берегу Дона. На карте 1994 года на месте нынешнего села Мирное были обозначены дом инвалидов и радиомачта; никакого селения тогда не было.

## Население
| 2010 |
| ---- |
| 371  |